# Podosphaera

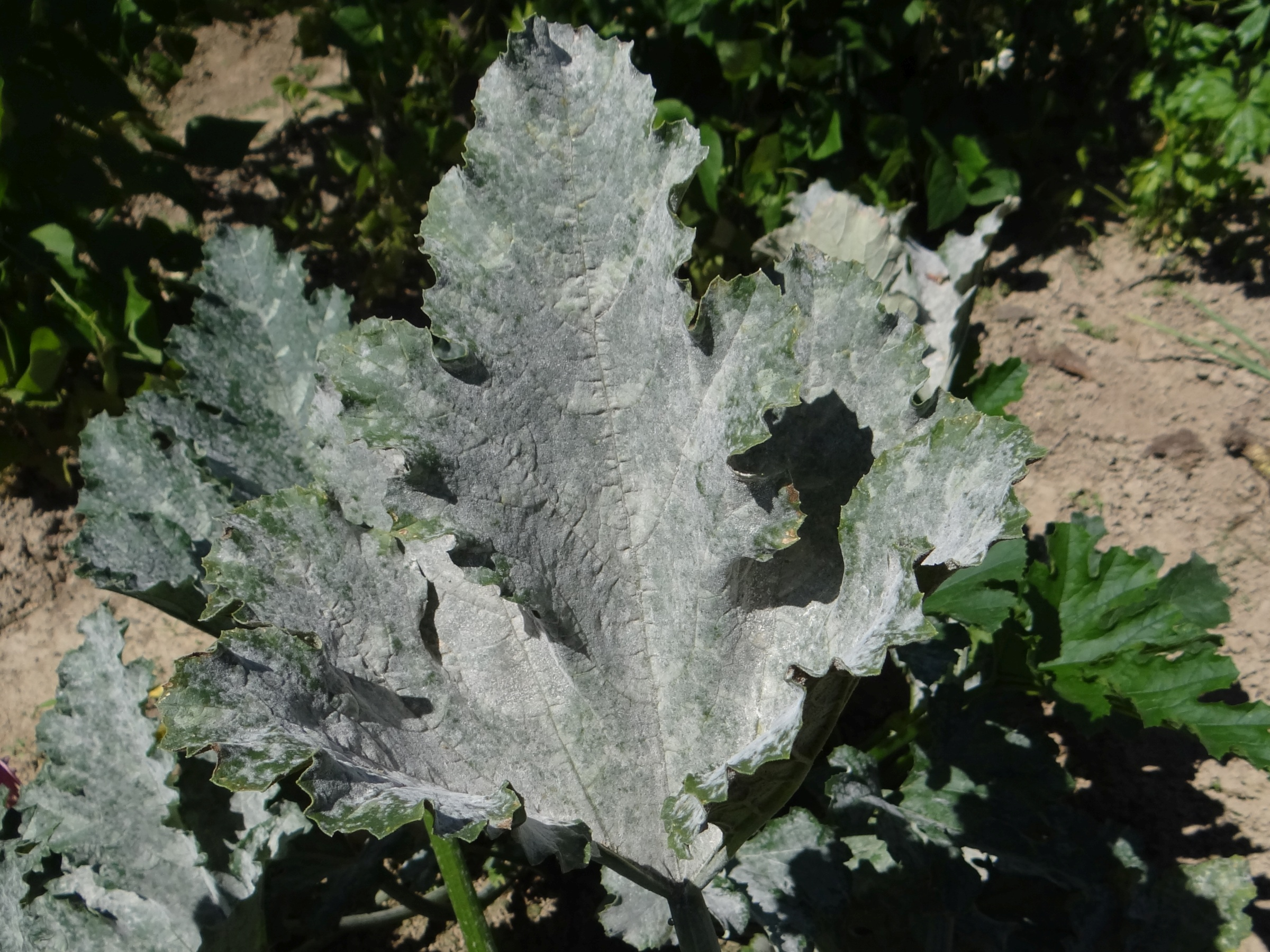
Grzybnia Podosphaera fusca na liściach cukinii

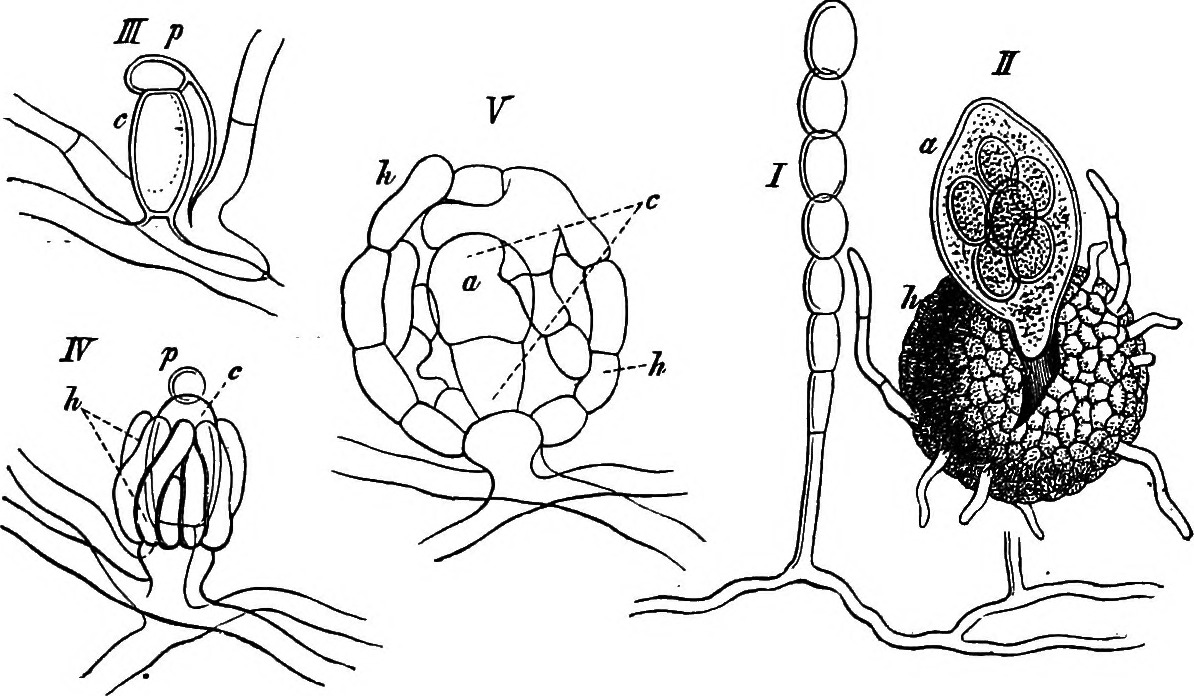
Podosphaera pannosa

Podosphaera Kunze – rodzaj grzybów z rodziny mączniakowatych (Erysiphaceae). Należy do niego kilkadziesiąt gatunków. Są to grzyby mikroskopijne. Wiele z nich jest szeroko rozprzestrzenionych na świecie. Są pasożytami bezwzględnymi roślin dwuliściennych, głównie należących do rodzin różowate (Rosaceae) i wrzosowatych (Ericaceae). Powodują u nich choroby zwane mączniakami prawdziwymi. Gatunki porażające rośliny uprawne przynoszą duże straty gospodarcze.

## Systematyka
Pozycja w klasyfikacji według Index Fungorum
Erysiphaceae, Helotiales, Leotiomycetidae, Leotiomycetes, Pezizomycotina, Ascomycota, Fungi.
Synonimy
Albigo Ehrh. ex Steud., 
Desetangsia Nieuwl., 
Kokkalera Ponnappa, 
Leucothallia Trevis., 
Sphaerotheca Lév.
Wiele gatunków zaliczanych obecnie do Podosphaera wcześniej należało do rodzajów Erysiphe lub Sphaerotheca. 
Gatunki występujące w Polsce
- Podosphaera aphanis (Wallr.) U. Braun & S. Takam. 2000
- Podosphaera balsaminae (Wallr.) U. Braun & S. Takam. 2000
- Podosphaera clandestina (Wallr.) Lév. 1851
- Podosphaera delphinii (P. Karst.) U. Braun & S. Takam. 2000
- Podosphaera dipsacacearum (Tul. & C. Tul.) U. Braun & S. Takam. 2000
- Podosphaera drabae (Juel) U. Braun & S. Takam. 2000
- Podosphaera epilobii (Wallr.) de Bary 1870
- Podosphaera euphorbiae (Castagne) U. Braun & S. Takam. 2000
- Podosphaera ferruginea (Schltdl.) U. Braun & S. Takam. 2000
- Podosphaera fugax (Penz. & Sacc.) U. Braun & S. Takam. 2000
- Podosphaera fuliginea (Schltdl.) U. Braun & S. Takam. 2000
- Podosphaera fusca (Fr.) U. Braun & Shishkoff 2000
- Podosphaera helianthemi (L. Junell) U. Braun & S. Takam. 2000
- Podosphaera lini (Zvetkov) U. Braun & S. Takam. 2000
- Podosphaera leucotricha (Ellis & Everh.) E.S. Salmon 1900
- Podosphaera macularis (Wallr.) U. Braun & S. Takam. 2000
- Podosphaera mors-uvae (Schwein.) U. Braun & S. Takam. 2000
- Podosphaera major (Juel) S. Blumer 1933
- Podosphaera myrtillina Kunze 1823
- Podosphaera pannosa (Wallr.) de Bary 1870
- Podosphaera plantaginis (Castagne) U. Braun & S. Takam. 2000
- Podosphaera polemonii (L. Junell) U. Braun & S. Takam. 2000
- Podosphaera spiraeae (Sawada) U. Braun & S. Takam. 2000
- Podosphaera tridactyla (Wallr.) de Bary 1870
- Podosphaera volkartii (S. Blumer) U. Braun & S. Takam. 2000

Nazwy naukowe na podstawie Index Fungorum. Wykaz gatunków podanych w polskim piśmiennictwie na podstawie dwóch opracowań. Jak zaznaczają ich autorzy jest to lista niepełna.